# Patinação de velocidade em pista curta nos Jogos Olímpicos de Inverno de 2018 - Revezamento 3000 m feminino
A prova de revezamento 3000 m feminino da patinação de velocidade em pista curta nos Jogos Olímpicos de Inverno de 2018 foi disputada na Arena de Gelo Gangneung, localizada na subsede de Gangneung em 10 e 20 de fevereiro.

## Medalhistas
|  | KOR Coreia do Sul                                            |  | ITA Itália                                                     |  | NED Países Baixos                                                   |
|  | Shim Suk-hee Choi Min-jeong Kim Ye-jin Kim A-lang Lee Yu-bin |  | Arianna Fontana Lucia Peretti Cecilia Maffei Martina Valcepina |  | Suzanne Schulting Yara van Kerkhof Lara van Ruijven Jorien ter Mors |

## Recordes
Antes desta competição, os recordes mundiais e olímpicos da prova eram os seguintes:
| Tipo | Atleta                                                            | Tempo        | Local          | Data                    |
| ---- | ----------------------------------------------------------------- | ------------ | -------------- | ----------------------- |
|      | Coreia do Sul Choi Min-jeong Kim Geon-hee Kim Ji-yoo Shim Suk-hee | 4:04.222 min | Salt Lake City | 12 de novembro de 2006  |
|      | China · Sun Linlin · Wang Meng · Zhang Hui · Zhou Yang            | 4:06.610 min | Vancouver      | 24 de fevereiro de 2010 |

Os seguintes recordes mundiais e/ou olímpicos foram estabelecidos durante esta competição:
| Tipo                               | Fase        | Atleta                                                              | Tempo        | Local       | Data                    | Ref   |
| ---------------------------------- | ----------- | ------------------------------------------------------------------- | ------------ | ----------- | ----------------------- | ----- |
| Recorde olímpico                   | Semifinal 2 | Fan Kexin Han Yutong Qu Chunyu Zhou Yang                            | 4:05.315 min | PyeongChang | 10 de fevereiro de 2018 | [ 2 ] |
| Recorde mundial · Recorde olímpico | Final B     | Suzanne Schulting Yara van Kerkhof Lara van Ruijven Jorien ter Mors | 4:03.471 min | PyeongChang | 20 de fevereiro de 2018 | [ 3 ] |

## Resultados

### Semifinais
As duas primeiras equipes de cada bateria avançam para a final A, enquanto que as equipes restantes disputam a final B.
| Pos. | Bateria | País                            | Atletas                                                                        | Tempo    | Notas |
| ---- | ------- | ------------------------------- | ------------------------------------------------------------------------------ | -------- | ----- |
| 1    | 1       | KOR Coreia do Sul               | Shim Suk-hee Choi Min-jeong Kim Ye-jin Lee Yu-bin                              | 4:06.387 | QA    |
| 2    | 1       | CAN Canadá                      | Marianne St-Gelais Kim Boutin Jamie Macdonald Kasandra Bradette                | 4:07.627 | QA    |
| 3    | 1       | HUN Hungria                     | Petra Jászapáti Andrea Keszler Sára Bácskai Bernadett Heidum                   | 4:09.555 | QB    |
| 4    | 1       | OAR Atletas Olímpicos da Rússia | Sofia Prosvirnova Ekaterina Konstantinova Ekaterina Efremenkova Emina Malagich | 4:21.973 | QB    |
| 1    | 2       | CHN China                       | Fan Kexin Han Yutong Qu Chunyu Zhou Yang                                       | 4:05.315 | QA    |
| 2    | 2       | ITA Itália                      | Arianna Fontana Lucia Peretti Cecilia Maffei Martina Valcepina                 | 4:05.918 | QA    |
| 3    | 2       | NED Países Baixos               | Suzanne Schulting Yara van Kerkhof Lara van Ruijven Jorien ter Mors            | 4:05.977 | QB    |
| 4    | 2       | JPN Japão                       | Hitomi Saito Sumire Kikuchi Ayuko Ito Yuki Kikuchi                             | 4:12.664 | QB    |

### Finais
Embora a final A seja considerada a bateria da medalha e seus resultados se sobrepõem à final B, ambas as baterias são válidas em termos de classificação. Isto permitiu que os Países Baixos, vencedores da final B, conquistassem a medalha de bronze, uma vez que China e Canadá foram desclassificados na final A.

#### Final B
| Pos. | País                            | Atletas                                                                        | Tempo    | Notas                              |
| ---- | ------------------------------- | ------------------------------------------------------------------------------ | -------- | ---------------------------------- |
| 3    | NED Países Baixos               | Suzanne Schulting Yara van Kerkhof Lara van Ruijven Jorien ter Mors            | 4:03.471 | Recorde mundial · Recorde olímpico |
| 4    | HUN Hungria                     | Petra Jászapáti Andrea Keszler Sára Bácskai Zsófia Kónya                       | 4:03.603 |                                    |
| 5    | OAR Atletas Olímpicos da Rússia | Sofia Prosvirnova Ekaterina Konstantinova Ekaterina Efremenkova Emina Malagich | 4:08.838 |                                    |
| 6    | JPN Japão                       | Hitomi Saito Sumire Kikuchi Shione Kaminaga Yuki Kikuchi                       | 4:13.072 |                                    |

#### Final A
| Pos. | País              | Atletas                                                         | Tempo      | Notas |
| ---- | ----------------- | --------------------------------------------------------------- | ---------- | ----- |
| 01 ! | KOR Coreia do Sul | Shim Suk-hee Choi Min-jeong Kim Ye-jin Kim A-lang               | 4:07.361   |       |
| 02 ! | ITA Itália        | Arianna Fontana Lucia Peretti Cecilia Maffei Martina Valcepina  | 4:15.901   |       |
| 7    | CHN China         | Fan Kexin Li Jinyu Qu Chunyu Zhou Yang                          | 9:59.999 ! | PEN   |
| 8    | CAN Canadá        | Marianne St-Gelais Kim Boutin Valérie Maltais Kasandra Bradette | 9:59.999 ! | PEN   |

Legenda
| Recorde mundial      | Recorde mundial (World record)               |                       | Recorde africano                      | Recorde africano (African) |                                           | Q | Classificado por posição (Qualified) |
| Recorde olímpico     | Recorde olímpico (Olympic record)            | Recorde da América    | Recorde da América (Americas)         | q                          | Classificado por melhor tempo (Qualified) |   |                                      |
| Melhor marca do ano  | Melhor marca do ano (World leading)          | Recorde asiático      | Recorde asiático (Asian)              | DNS                        | Não largou (Did not start)                |   |                                      |
| Recorde nacional     | Recorde nacional (National record)           | Recorde europeu       | Recorde europeu (European)            | DNF                        | Não terminou (Did not finish)             |   |                                      |
| Recorde pessoal      | Recorde pessoal do atleta (Personal best)    | Recorde da Oceania    | Recorde da Oceania (Oceania)          | DSQ / DQ                   | Desclassificado (Disqualified)            |   |                                      |
| Recorde da temporada | Recorde da temporada do atleta (Season best) | Recorde sul-americano | Recorde sul-americano (South America) | NM                         | Sem marca (No mark)                       |   |                                      |

### Patinação de velocidade
| Recorde de pista | Recorde da pista (Track record)               |  |  |
| QA               | Classificado para a final A                   |  |  |
| QB               | Classificado para a final B                   |  |  |
| ADV              | Classificado após decisão arbitral (Advanced) |  |  |
| PEN              | Pênalti                                       |  |  |
| YC               | Cartão amarelo (Yellow Card)                  |  |  |